# Jeorá Matos Ferreira
Jeorá Matos Ferreira (* 8. Mai 1964) ist ein ehemaliger brasilianischer Fußballspieler.

## Karriere
Matos Ferreira spielte in seiner brasilianischen Heimat für den Vitória FC aus dem Bundesstaat Espírito Santo. Im Jahr 1992 unterschrieb er einen Vertrag beim japanischen Erstligisten Verdy Kawasaki. 1992 gewann er mit dem Verein den J.League Cup.

## Erfolge
Verdy Kawasaki
- Japanischer Ligapokalsieger: 1992